# Whitfieldiinae
Sous-tribu
Les Whitfieldiinae sont une sous-tribu de plantes à fleurs de la famille des Acanthaceae, de la sous-famille des Acanthoideae et de la tribu des Whitfieldieae.
Le genre type est Whitfieldia.

## Liste des genres
Camarotea – Chlamydacanthus – Forcipella – Leandriella – Vindasia – Whitfieldia – Zygoruellia

## Publication originale
- (en) Manzitto‐Tripp E.A., Darbyshire I., Daniel T.F., Kiel C.A. & McDade L.A., 2021. Revised classification of Acanthaceae and worldwide dichotomous keys. Taxon 71(1): 103–153, DOI 10.1002/tax.12600.